# Occella dodecaedron
Occella dodecaedron är en fiskart som först beskrevs av Tilesius, 1813.  Occella dodecaedron ingår i släktet Occella och familjen pansarsimpor. Inga underarter finns listade i Catalogue of Life.